# Liste der denkmalgeschützten Objekte in Elsbethen
Die Liste der denkmalgeschützten Objekte in Elsbethen enthält die 8 denkmalgeschützten, unbeweglichen Objekte der Gemeinde Elsbethen.

## Denkmäler
| Foto |                 | Denkmal                                                                           | Standort                                         | Beschreibung | Metadaten |
| ---- | --------------- | --------------------------------------------------------------------------------- | ------------------------------------------------ | --- | --- |
| ja   | Datei hochladen | Stanzinghof, Marienheim mit Wirtschaftsgebäude HERIS-ID: 12303 Objekt-ID: 8441    | F.W.-Raiffeisen-Straße 1 Standort KG: Aigen II   | | BDA-Hist.: Q38127091 Status: Bescheid Stand der BDA-Liste: 2025-06-30 Name: Stanzinghof, Marienheim mit Wirtschaftsgebäude GstNr.: 919/6, 919/5, 919/3 |
| ja   | Datei hochladen | Mühlengut zu Glas, ehem. St. Josefsheim HERIS-ID: 14570 Objekt-ID: 10807seit 2018 | Gemeindeweg 12 Standort KG: Aigen II             | | BDA-Hist.: Q105640221 Status: Bescheid Stand der BDA-Liste: 2025-06-30 Name: Mühlengut zu Glas, ehem. St. Josefsheim GstNr.: 948                       |
| ja   | Datei hochladen | Ansitz Goldenstein HERIS-ID: 14566 Objekt-ID: 10803                               | Goldensteinstraße 2 Standort KG: Elsbethen       | Die Burg wurde im 15. Jahrhundert urkundlich erwähnt und war lange Zeit im Besitz des Stiftes St. Peter. Heute wird es als Internat betrieben. Es ist ein fünfstöckiger Bau mit hohem Dachstuhl und Türmchen, im rechteckigen Hof befindet sich ein tiefer Brunnen. Die Innenausstattung stammt teilweise noch aus der Zeit um 1600, einige Fußböden sind mit rotem Adneter Marmor ausgekleidet. | BDA-Hist.: Q2241229 Status: § 2a Stand der BDA-Liste: 2025-06-30 Name: Ansitz Goldenstein GstNr.: 355 Schloss Goldenstein (Elsbethen)                  |
| ja   | Datei hochladen | Erzherzog-Rainer-Kaserne HERIS-ID: 14568 Objekt-ID: 10805                         | Halleiner Landesstraße 24 Standort KG: Elsbethen | → Hauptartikel : Rainerkaserne f1 | BDA-Hist.: Q2128507 Status: Bescheid Stand der BDA-Liste: 2025-06-30 Name: Erzherzog-Rainer-Kaserne GstNr.: 476 Rainerkaserne                          |
| ja   | Datei hochladen | Kath. Pfarrkirche hl. Elisabeth HERIS-ID: 14564 Objekt-ID: 10801                  | Standort KG: Elsbethen                           | → Hauptartikel : Pfarrkirche zur Heiligen Elisabeth (Elsbethen) f1 | BDA-Hist.: Q2083357 Status: § 2a Stand der BDA-Liste: 2025-06-30 Name: Kath. Pfarrkirche hl. Elisabeth GstNr.: 348 Pfarrkirche Elsbethen               |
| ja   | Datei hochladen | Grenzstein HERIS-ID: 14572 Objekt-ID: 10809                                       | Standort KG: Elsbethen                           | Der Grenzstein nördlich der Pfarrkirche ist mit 1745 bezeichnet und trägt das Wappen von St. Peter in Salzburg. | BDA-Hist.: Q37761323 Status: § 2a Stand der BDA-Liste: 2025-06-30 Name: Grenzstein GstNr.: 349                                                         |
| ja   | Datei hochladen | Bauernhof (Anlage) Fagerreit HERIS-ID: 14586 Objekt-ID: 10824                     | Vorderfager 29 Standort KG: Gaisberg II          | | BDA-Hist.: Q37761748 Status: § 2a Stand der BDA-Liste: 2025-06-30 Name: Bauernhof (Anlage) Fagerreit GstNr.: 1096                                      |
| ja   | Datei hochladen | Ehrentrudis-Alm-Kapelle HERIS-ID: 14576 Objekt-ID: 10814                          | Gfalls 9 Standort KG: Höhenwald                  | | BDA-Hist.: Q37761407 Status: § 2a Stand der BDA-Liste: 2025-06-30 Name: Ehrentrudis-Alm-Kapelle GstNr.: 182                                            |